# Giovanna Borradori
Giovanna Borradori (* 1963 in Mailand) ist eine in den USA lebende italienische Philosophin.
Nach ihrer Promotion zum Doktor der Philosophie an der Universität Mailand und dem Diplôme d’Études Approfondies an der Université de Paris VIII-Vincennes à Saint Denis lehrte Borradori am Polytechnikum Mailand und an der Columbia-Universität in New York. Seit 1995 lehrt sie am Vassar College in Poughkeepsie im Bundesstaat New York und ist dort seit 2000 außerordentliche Professorin für Philosophie (Associate Professor of Philosophy), seit 2005 Full Professor.
Mit ihrer Anthologie Recoding Metaphysics: The New Italian Philosophy präsentierte sie dem englischsprachigen Publikum italienische Philosophen des späten 20. Jahrhunderts wie Gianni Vattimo, Massimo Cacciari, Mario Perniola und Emanuele Severino.
Für ihr 1994 erschienenes Werk The American Philosopher forderte sie verschiedene Philosophen auf, sich zu ihrer Beziehung zur Geschichte, der Bedeutung der Tradition in der Philosophie und den Positionen des Pragmatismus und des logischen Positivismus zu äußern. Es erschien 2010 auch in portugiesischer Sprache.
Bekannt wurde Borradori vor allem durch ihr Buch Philosophie in Zeiten des Terrors, zu dem sie Interviews mit Jacques Derrida und Jürgen Habermas zu den Terroranschlägen am 11. September 2001 führte und die Positionen der beiden Philosophen genauer herausarbeitete und in einen größeren Kontext stellte. Das 2003 in englischer Sprache verfasste Buch wurde in zwölf Sprachen übersetzt: Bulgarisch, Dänisch, Französisch, Hebräisch, Italienisch, Japanisch, Indonesisch, Niederländisch, Portugiesisch, Rumänisch, Deutsch und Spanisch.

## Werke
- Philosophie in Zeiten des Terrors, Philo Fine Arts, Hamburg 2004. ISBN 3-86572-358-6
- The American Philosopher: Conversations with Quine, Davidson, Putnam, Nozick, Danto, Rorty, Cavell, Macintyre, Kuhn, 1994. ISBN 0-226-06648-7 (englisch)
- Recoding Metaphysics: The New Italian Philosophy, 1989. ISBN 0-8101-0800-3 (englisch)
- Il Pensiero Post-Filosofico: Percorsi e Figure della Nuova Teoresi Americana, Jaca Book, Mailand 1988. ISBN 88-16-95047-1 (italienisch)
- Estetica Americana Contemporanea tra Modernità e Oltrepassamento. Dissertation: Mailand 1985 (italienisch)